# Brocéliande

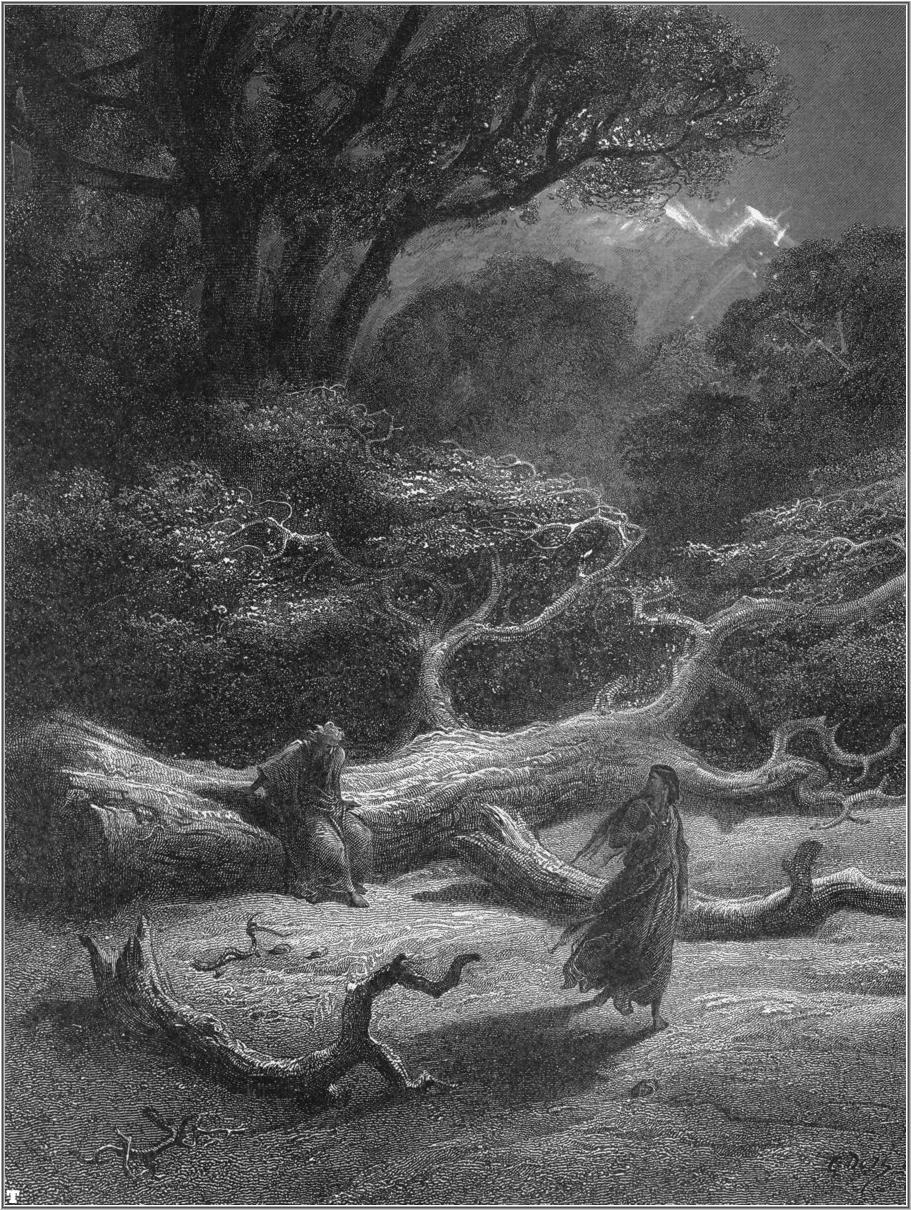
Merlí i Viviana a Brocelianda, en un gravat de Gustave Doré

El bosc de Brocelianda o Brocelàndia (en francès Brocéliande) és un bosc mític de la llegenda artúrica que apareix en nombroses narracions protagonitzades pel mag Merlí, les fades Morgana i Viviana, així com alguns cavallers de la taula rodona. Els texts hi situen molts fets i llocs, com la Vall sense retorn, on Morgana pagà a uns homes infidels després que fou deixada per Lancelot del Llac, i la font de Barenton amb fama de fer ploure. Brocelianda també fou el lloc de retirada, empresonament i mort de Merlí.
El primer text que el cita és el Roman de Rou, del poeta anglonormand Robert Wace, al voltant del 1160. És en texts posteriors en què es va trobar el seu nom actual i la major part de les seves atribucions, sense que els indicis de la seva localització siguin consistents. La seva primera ubicació física data del 30 d'agost de 1467 en els Usemens et Coustumes de la foret de Brecilien escrits al castell de Comper, per un tal Lorence, capellà del comte Guy de Laval.
Antigament Brocelianda era assimilada al bosc de Quintin, però després de mitjans del segle xix els diferents autors l'associen preferentment al bosc de Paimpont. Aquesta teoria és la més admesa per la cultura popular i a l'estat francès només les comunes al voltant del bosc de Paimpont tenen el dret d'ús del nom «Brocéliande». Aquesta denominació és d'un interès econòmic considerable per a la regió.
Altres teories postulen la seva localització a Huelgoat, al mont Saint-Michel, a Dol, a Paule, o fins i tot a Normandia.

## Etimologia
La forma coneguda més antiga, Brecheliant, fa suposar que el topònim està basat en el cèltic Brec'h ('turó'), seguit d'un antropònim.
El suposat Brecilien com a forma antiga de Brécheliant es basa en bre ('turó' amb el sentit de castell de mota i pati) i l'antropònim Silien, encara que segons alguns l'etimologia en * bré podria també designar 'el tall' o 'la batuda del desert', un punt baix i pantanós. Hi ha tres Brecilien (o Bressilien) a Bretanya. Es creu que tres nobles emparentats podien haver posseït un feu: els Brécilien de Paule, a les muntanyes Negres, els Brecilien que dona nom a un bosc prop de Paimpont i Montfort, i els Bressilien de Priziac.
Entre els trobadors «Bresilianda» designa la Bretanya armoricana sencera. La forma Brocelianda, més tardívola, podria estar basada en bro ('país' en bretó), però sembla una invenció de Chrétien de Troyes.

## En les llegendes artúriques medievals
Wace cita els cavallers bretons que participaren en la conquesta d'Anglaterra, entre els quals "ceux de Brecheliant (sic) dont les Bretons disent maintes légendes…". També cita la font de Barenton, que tenia propietats meravelloses: "La fontaine de Berenton/sort d'une part lez le perron…".
No va ser fins vint anys més tard que Chrétien de Troyes, en Chevalier au lion, evoca Brocelianda com un bosc meravellós on la font (de la qual no dona el nom) és defensada per un cavaller invencible.
Entre 1180 i 1230, Brocelianda és citada per diversos autors: Huon de Mery, Guillaume Le Breton, Guraud de Barri, Alexandre Neckam... i apareix al conte occità de Jaufré. Cap d'aquests autors indica la posició exacta del bosc. En el millor dels casos, com es pot constatar en la lectura dels texts, indiquen que el bosc es troba a la Bretanya armoricana. Vers 1230 Robert de Boron fou el primer a associar Merlí amb Brocelianda.

## Localització

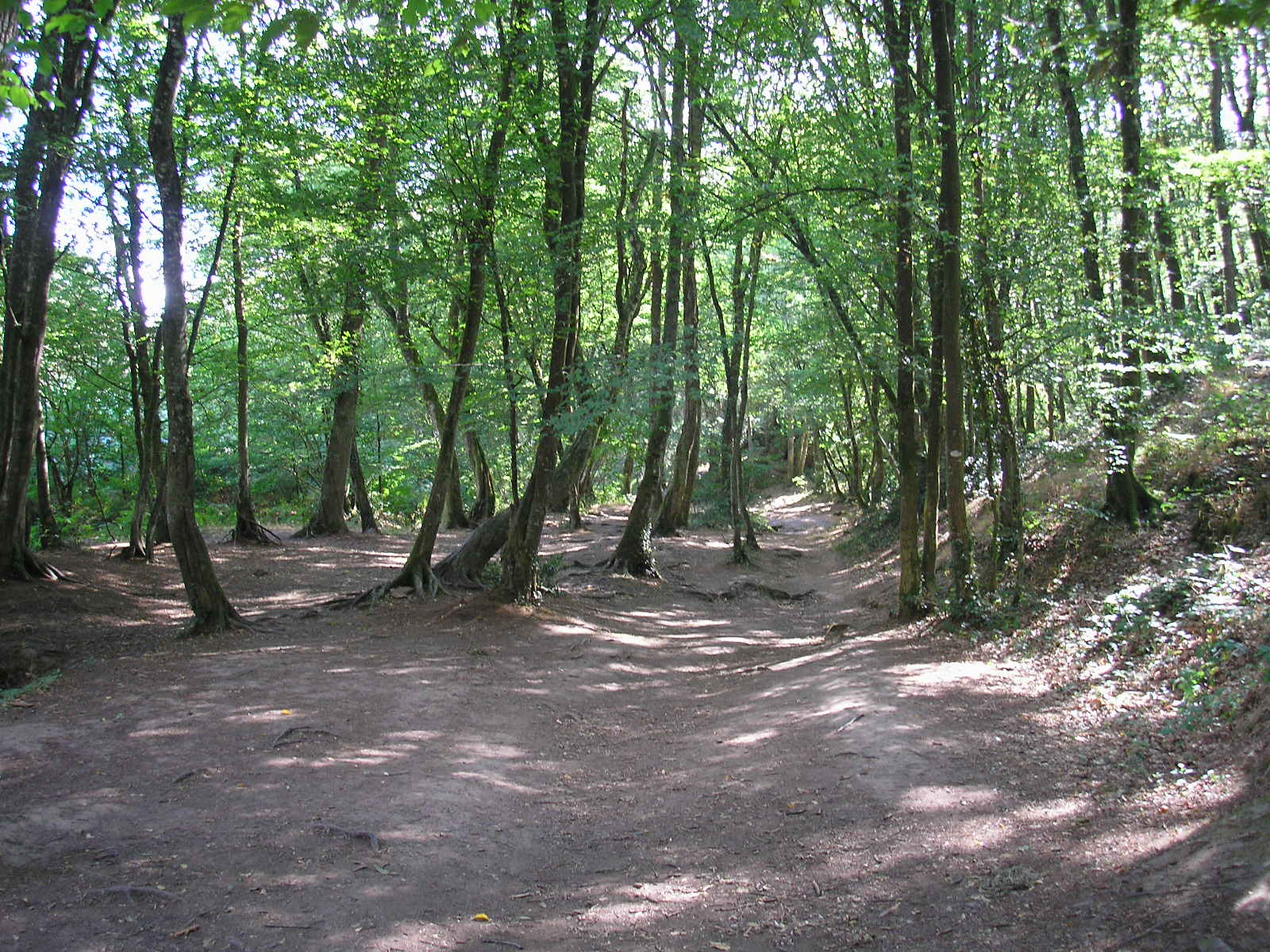
El bosc de Brocelianda és identificat sovint amb el bosc de Paimpont a partir del. Segons Chrétien de Troyes se situa a l'altra part del canal de la Mànega

Els autors antics no indiquen pas la localització exacta de Brocelianda, per la qual cosa hi ha diverses hipòtesis de valor desigual pel que fa a la seva possible ubicació. Per a Wace, se situa a la Bretanya armoricana, mentre que per a Chrétien de Troyes es troba a l'altra banda del canal de la Mànega. La primera d'aquestes hipòtesis és que Brocelianda no va existir, que es tracta d'un mite relatat per Wace i que fou reprès per Chrétien de Troyes a partir del text del primer.
La primera reivindicació física de Brocelianda data de 1467, i es troba en el mapa dels Usemens et Coustumes de la foret de Brecilien, escrit el 14 d'agost de 1467 al castell de Comper, vora Paimpont, per un tal Lorence, capellà del comte Guy XIV de Laval. El manuscrit reprèn el text de Wace justament en la descripció de la "font que feia ploure":
"[…] il y a une fontayne nommée la fontayne de Bellenton, auprès de laquelle fontayne le bon chevalier Ponthus fist ses armes, ainsi que on peult le voir par le livre qui de ce fut composé". L'autor, una persona amb coneixements, en dona les fonts citant el conte de Pont i Sidoni del cavaller de Ponthus. En Hauts lieux de Brocéliande, Claudine Glot veu en aquest mapa la localització més antiga de Brocelianda identificada a les terres de Guy de Laval, senyor de Comper, davant l'onada de romanticisme del segle xix.
En aquesta època les grans famílies bretones tendien a magnificar la seva glòria reivindicant la possessió de terres artúriques, així el 1475 els Rohan afirmaven ser descendents d'Artur i posseir el castell de la Joiosa Guàrdia, "on el rei Artur tenia el seu cor". Els Laval reconeixien en la seva terra de Brecilien el Brecheliant de Wace, inventant la "font màgica" i es proclamaven senyors de Brocelianda.
Durant els segles xviii i xix els autors romàntics en defensaren diverses localitzacions: l'abat De La Rue evoca el bosc de Lorge vora Quintin mentre que Chateaubriand l'identifica amb Bécherel, tot escrivint: "Au douzième siècle, les cantons de Fougères, Rennes, Bécherel, Dinan, Saint-Malo et Dol, étaient occupés par la forêt de Brécheliant; elle avait servi de champ de bataille aux Francs et aux peuples de la Domnonée. Wace raconte qu'on y voyait l'homme sauvage, la fontaine de Berenton et un bassin d'or." Alguns autors, dels quals el més imaginatiu sembla Blanchard de la Musse, retrobaren el mapa dels Usemens de Brecilien datat el 1467, i situen la tomba de Merlí i la Vall sense retorn als voltants de Montfort-sur-Meu i de Paimpont. Des de la fi del segle xviii, "l'identification entre la forêt de Paimpont et Brocéliande constitue comme une sorte de vérité historique" i vers 1835, aquesta afirmació esdevé gairebé unànime.
Cap als anys 1980 alguns autors com J.-C. Even o el professor J.-C. Payen, per citar-ne alguns, comencen a posar-ho en dubte; situen Brocelianda a Huelgoat, a Paule, a la regió de Dol-de-Bretagne vora Normandia (que en aquesta darrera hipòtesi és contrària als texts més antics).

### Matèria de Bretanya
- Chretien de Troyes. Yvain ou le chevalier au lion.
- Paul Meyer. Brun de la Montagne, 1875.
- Merlin: roman en prose du XIIIe siècle, publ. avec la mise en prose du poème de Merlin de Robert de Boron d'après le manuscrit appartenant à Alfred H. Huth par Gaston Paris et Jacob Ulrich, Paris, Firmin-Didot, 1886.
- Le Roman de Ponthus et Sidoine, éd. critique de Marie-Claude de Crécy, Genève, Droz, 1997, ISBN 2600001956.
- Claris et Laris, trad. en français moderne par Corinne Pierreville, Paris, H. Champion, Genève : diff. Slatkine, 2007, ISBN 9782745315090.

### Estudis
- Bellamy, Félix. La forêt de Brocéliande.  la Découvrance, 1995 (L'Amateur averti).
- Félix Bellamy. Brocéliande et les romans de la Table Ronde (e-book).  Rennes: arbredor.com, 2002, p. 156.[Enllaç no actiu]
- Félix Bellamy. Eon de l'Etoile, l'hérétique de Brocéliande (e-book).  Genève: arbredor.com, 2002, p. 98.[Enllaç no actiu]
- Félix Bellamy. J. Plihon et L. Hervé, La Forêt de Bréchéliant, la fontaine de Bérenton, quelques lieux d'alentour, les principaux personnages qui s'y rapportent, Rennes, 1896. consultable a la biblioteca numèrica de l'Université Rennes 2 Tome 1 Tome 2.
- Bertin, Georges. «Paysages folkloriques et mythologies». A: Guide des Chevaliers de la Table Ronde en Normandie.  Charles Corlet, 1991.
- Bouyer, Louis; Mentré, Mireille. Les lieux magiques de la légende du Graal: de Brocéliande en Avalon.  O.E.I.L., 1986, p. 143. ISBN 9782868390554.
- Marcel Calvez, «Druides, fées et chevaliers dans la forêt de Brocéliande», Festival international de géographie. Programme scientifique, Saint-Dié-des-Vosges, 2010, a HAL-SHS (Hyper Article en Ligne - Sciences de l'Homme et de la Société).
- Philippe Camby. Magies de Brocéliande,Traditions littéraires et contes populaires (e-book), 2002, p. 316.[Enllaç no actiu]
- Falc'hun, Korentin. «La cartographie arthurienne en Bretagne continentale : l'histoire de Brocéliande». A: Des chevaliers de la Table ronde à l'Ordre de l'Hermine. Actes du colloque annuel organisé par l'Institut culturel de Bretagne.  Institut culturel de Bretagne Skol-Uhel ar Vro, 2009.
- Ferlampin-Acher, Christine; Hüe, Denis. Lignes et lignages dans la littérature arthurienne: actes du 3e Colloque arthurien organisé à l'Université de Haute-Bretagne, 13-14 octobre 2005.  Rennes: Presses universitaires de Rennes, 2007, p. 306 (Interférences).
- Glot, Claudine; Tanneux, Marie. Contes et légendes de Brocéliande.  Ouest-France, 2002, p. 251. ISBN 9782737330537.
- Le Goffic, Charles; Dupouy, Auguste. Brocéliande.  Rennes: Terre de Brume, 1990.
- Charles Le Goffic, Auguste Dupouy. Brocéliande.  Rennes: Terre de Brume Ed.,, 1990, p. 163. ISBN 2908021064.
- Markale, Jean. Brocéliande et l'énigme du Graal.  Pygmalion/G. Watelet, 1989, p. 320 (Histoire de la France secrète). ISBN 9782857042839.
- Markale, Jean. Guide spirituel de la forêt de Brocéliande.  éditions du Rocher, 1996, p. 169. ISBN 9782268023144.
- Edmond Rebillé, Brocéliande(s). Sur les traces du roi Arthur et de ses chantres. Coop Breizh. 1996. ISBN 2-909924-73-4.
- Goulven Péron, Dictionnaire des Lieux Arthuriens. Ar Strobineller. 2013. ISBN 978-2-9543247-0-8.
- Ronecker, Jean-Paul. Sites mystérieux et légendes de nos régions françaises.  Trajectoire, 2006, p. 435.
- Walter, Philippe. Brocéliande ou le génie du lieu: archéologie, histoire, mythologie, littérature.  Presses universitaires de Grenoble, 2002, p. 222. ISBN 9782706110603.

### Obres de ficció
- Bruno Bertin, Les Sorcières de Brocéliande, trilogie en bande dessinée des Aventures de Vick et Vicky, Éditions P'tit Louis (Tome 1 :La Légende, 2002; Tome 2 :La révélation, 2003; Tome 3: A la recherche du graal, 2004.
- Alain Bocher de Trégor. Le Chevalier sans visage (e-book), 2006, p. 128.
- Alain Bocher de Trégor. La Reine Gally (e-book), 2006, p. 156.
- Édouard Brasey, Les Lavandières de Brocéliande, Calmann-Lévy, 2012 (narració).
- Yann Brekilien, Le secret des druides, 2002 (narració).
- Alexis Chabert et Didier Convard, Les Enfants de Brocéliande, bande dessinée de la série Rogon Le Lheu, 1997.
- Sandrine Gestin, La légende des dames de Brocéliande, bande dessinée, éditions Au bord des continents, 2011.
- Doug Headline, Brocéliande, film d'horror francès ambientat al bosc de Paimpont (2003), que no va tenir gaire ressò.
- Paul Ladmirault, Gilles de Retz, 1893 (opéra).
- Jean-Michel Latapie, Le Bâtard de Brocéliande (narració).
- Pascal Martin, Le bonsaï de Brocéliande, 2006 (narració).
- Renaud Marhic, Terminus Brocéliande, 2008 (narració).